# Zdzisław Taczalski
Zdzisław Taczalski (ur. 2 grudnia 1918 w Leszkowicach, zm. 6 stycznia 1944 w Brindisi) – sierżant Wojska Polskiego, kawaler Virtuti Militari.

## Życiorys
Urodził się w rodzinie Piotra i Zofii z Kozakiewiczów, miał trójkę rodzeństwa. Uczył się w gimnazjum im. Jana Zamojskiego w Lublinie, z powodów finansowych przerwał naukę i wstąpił do Szkoły Podoficerskiej dla Małoletnich w Koninie. Po jej ukończeniu otrzymał przydział do 43. pułku piechoty w Dubnie. W kwietniu 1939 roku zgłosił się do służby w lotnictwie, z powodu wady serca nie został zakwalifikowany na kurs pilotażu i został skierowany na kurs strzelców pokładowych przy dywizjonie bombowym na Okęciu. 
Po wybuchu II wojny światowej został ewakuowany przez Rumunię do Francji, a w marcu 1940 roku został przeniesiony do Wielkiej Brytanii. Otrzymał numer służbowy RAF 781610, przeszedł przeszkolenie jako strzelec pokładowy i radiotelegrafista. 2 listopada 1941 roku przydzielony został do dywizjonu 301. W tej jednostce, do 24 kwietnia 1942 roku, odbył 21 lotów bojowych w załodze kapitana obserwatora Bernarda Budnika. 
Podczas 21. lotu na bombardowanie Rostocka został zestrzelony i z całą załogą internowany w Szwecji. Dopiero 5 kwietnia 1943 roku udało mu się przedostać do Wielkiej Brytanii. Tam, 31 sierpnia, został przydzielony do eskadry do zadań specjalnych przy 138 dywizjonie RAF (przemianowanej następnie na 1586 eskadrę specjalnego przeznaczenia. 5 stycznia 1944 roku wystartował w załodze z kpt. naw. Antonim Pułczyńskim samolotem Liberator BH J (nr BZ 859) wystartował do lotu nad Polskę. Dokonali zrzutu na placówkę „Pardwa 110” zlokalizowaną ok. 15 km od Przeworska. W rejonie Rzeszowa ich samolot został uszkodzony przez ogień obrony przeciwlotniczej, dalszy lot wykonywał na trzech silnikach. Nad Brindisi dotarli w fatalnych warunkach atmosferycznych, podczas podejścia do lądowania doszło do przeciągnięcia i samolot spadł do portowego basenu. Uratował się drugi pilot kpt. pil. Kazimierz Dobrowolski, reszta załogi zginęła na miejscu. Zostali pochowani na cmentarzu w Brindisi, po wojnie zostali ekshumowani i przeniesieni na polski cmentarz wojenny w Casamassima.

## Ordery i odznaczenia
Za swą służbę otrzymał odznaczenia:
- Srebrny Krzyż Virtuti Militari nr 9665,
- Krzyż Walecznych – trzykrotnie,
- Srebrny Krzyż Zasługi z Mieczami,
- Medal Lotniczy – dwukrotnie.

## Upamiętnienie
Szkoła Podstawowa w Leszkowicach nosi imię Dywizjonu 301, Zdzisław Taczalski jest jednym z upamiętnionych tam lotników.